# Dol pri Ljubljani

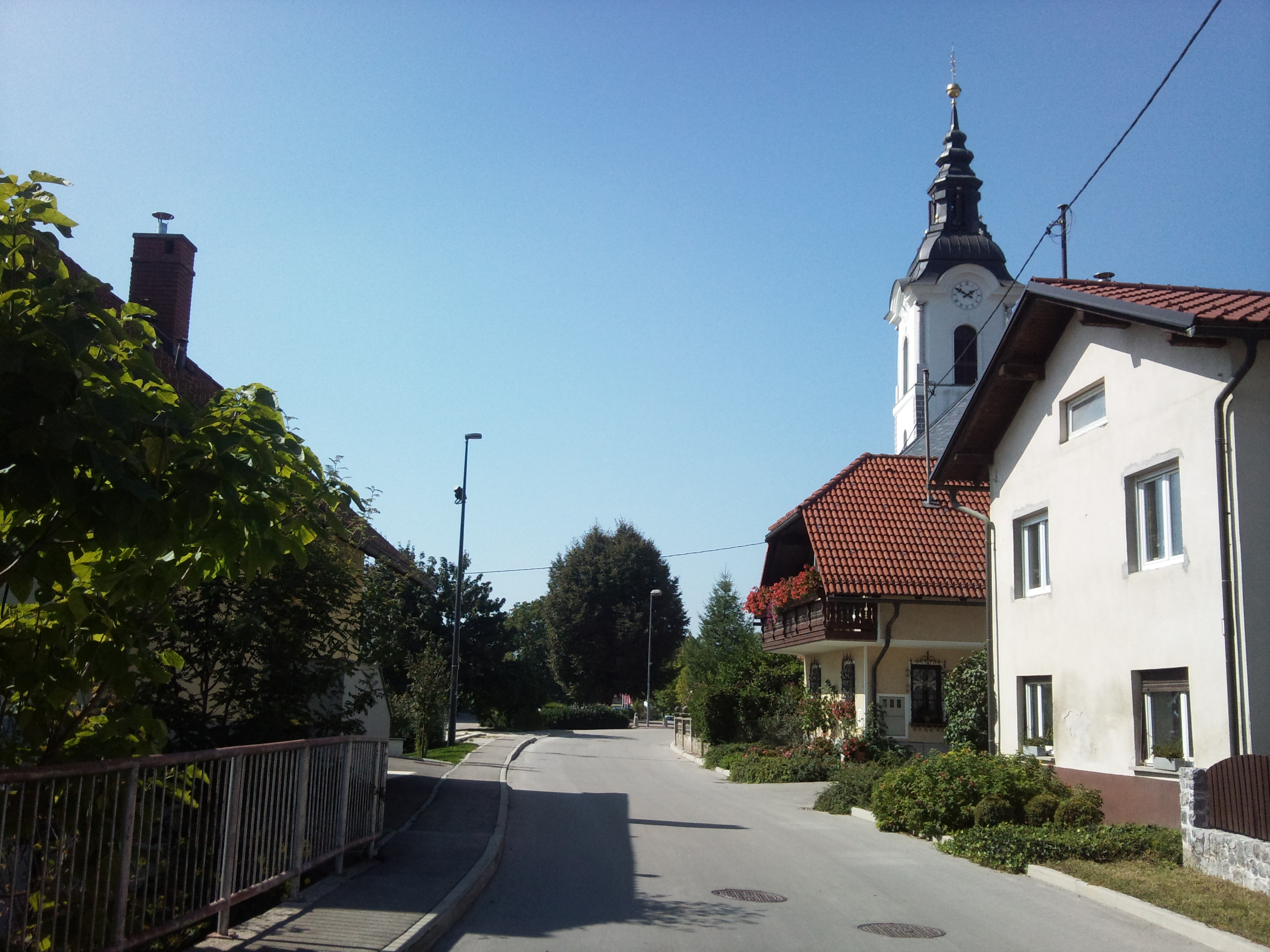
Centrum i Dol pri Ljubljani

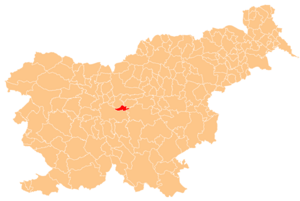
Dol pri Ljubljanis läge i Slovenien

Dol pri Ljubljani är en ort och kommun i centrala Slovenien, med 6 352 invånare (31 december 2023) i hela kommunen. Själva centralorten hade 230 invånare i slutet av 2007, på en yta av 0,4 kvadratkilometer. Namnet Dol pri Ljubljani (Dal nära Ljubljana) är belagd i skrifter från år 1263.
Centralorten ligger längs gamla vägen mellan Šentjakob ob Savi och Litija, norr om floden Kamnik Bistricas utlopp i Sava. Utanför samhället ligger ruinerna av Dol herrgård. Den byggdes år 1540 och blev senare (1808) museum. Jugoslaviska partisaner brände ner herrgården år 1944.

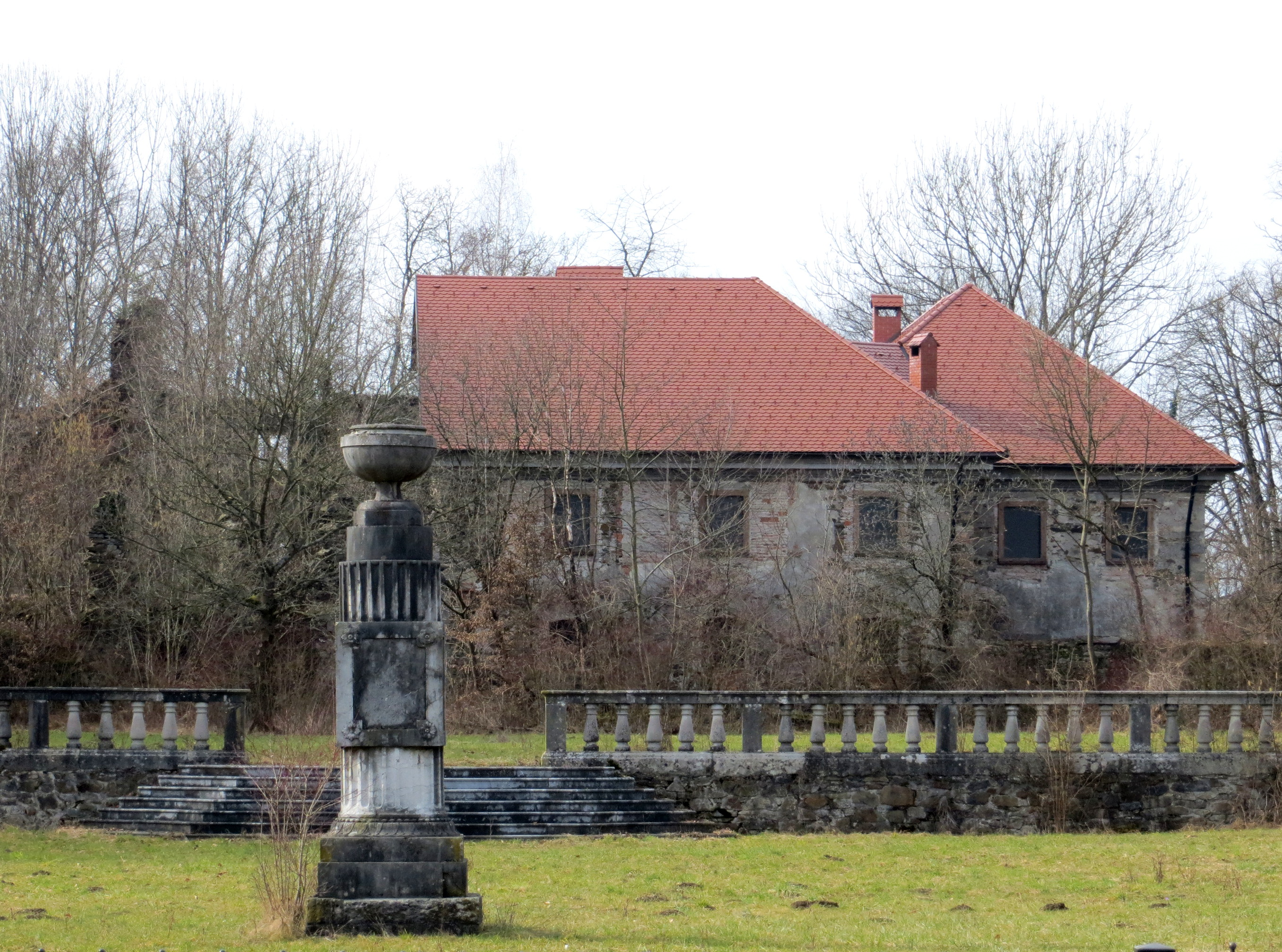
Dol herrgård

Den berömda längdskidåkerskan Petra Majdic är från Dol pri Ljubljani.[källa behövs]